# Herb Rüdesheimu (Nadrenia-Palatynat)

Herb Rüdesheimu (Nadrenia-Palatynat)

Herb Rüdesheimu stanowi w polu czerwonym siedząca na koniu postać świętego Marcina, prawą ręką uzbrojoną w czarny miecz przecinającego swój niebieski płaszcz przewieszony przez lewą rękę. Koń z uniesioną prawą, przednią nogą stąpa po zielonej trawie w heraldycznie prawą stronę, święty Marcin odwraca się w stronę lewą. Pod koniem w pozycji siedzącej na ziemi, zwrócony w prawą stronę, półnagi żebrak z wyciągniętą w górę prawą ręką. Postacie świętego, żebraka i konia oraz suknia świętego srebrne (białe), okrycie żebraka, obramowania postaci oraz włosy czarne.
Postać świętego nawiązuje do patrona klasztoru w Sponheim. Święty Marcin występował już na najstarszej pieczęci sądowej Rüdesheimu uwidocznionej na dokumencie z 31.12.1569r. 
Herb został nadany w dniu 5 października 1950 roku przez władze Nadrenia-Palatynatu.